# A Rainha Louca
A Rainha Louca é uma telenovela brasileira produzida e exibida pela TV Globo de 20 de fevereiro a 16 de dezembro de 1967, em 215 capítulos. Substituiu O Sheik de Agadir e foi substituída por O Homem Proibido, sendo a 7ª "novela das dez" exibida pela emissora.
Foi escrita por Glória Magadan, baseada no romance Memórias de um médico de Alexandre Dumas, e dirigida por Ziembinski e Daniel Filho.

## Trama
Relata a história do imperador austríaco no México, Maximiliano de Habsburgo (Rubens de Falco), no momento das guerras de anexação de Napoleão III e de Charlotte (Nathália Timberg), esposa de Maximiliano e filha do rei da Bélgica. Ela enlouquece por ser incapaz de resolver a contento os seus ideais.
Nos porões do palácio, vivia a Marquesa (Zilka Salaberry), uma simpática mendiga que protegia o romance secreto entre o nobre Xavier Montenegro (Amilton Fernandes), a quem chamava de "Bonitão", e uma camponesa. Enquanto isso, o plebeu Robledo (Cláudio Marzo) cortejava Maria de las Mercês (Theresa Amayo).

## Elenco
- Nathália Timberg - Rainha Charlotte
- Rubens de Falco - Rei Maximiliano
- Amilton Fernandes - Xavier Montenegro
- Leila Diniz - Lorenza
- Cláudio Marzo - Robledo
- Theresa Amayo - Maria de las Mercês
- Paulo Gracindo - Conde Demétrius
- Zilka Salaberry - Marquesa
- Ana Ariel - Joaquina
- Adriana Prieto - Joana
- Carlos Eduardo Dolabella - Don Juan
- José Augusto Branco - General Cury
- Karin Rodrigues - Duquesa de Versalles
- Cléa Simões - Ximena
- Gracindo Júnior - Bórdon
- Ida Gomes - Astrid
- Jaime Barcelos - Conselheiro Françoise
- Ziembinski - Coronel Pablo Gianico
- Leina Krespi - Madaleine
- Nildo Parente - Duque de Vesalles
- Paulo Araújo - Barão de St. Genevieve
- Celso Marques - Hector
- Diana Morel - Rosário
- Paulo Padilha - mordomo do rei
- Walter Mattesco - Urbano
- Sebastião Vaconcelos